# Plagiothecium ovalifolium
Plagiothecium ovalifolium är en bladmossart som beskrevs av Jules Cardot 1905. Plagiothecium ovalifolium ingår i släktet sidenmossor, och familjen Plagiotheciaceae. Inga underarter finns listade i Catalogue of Life.